# Dompierre-les-Ormes

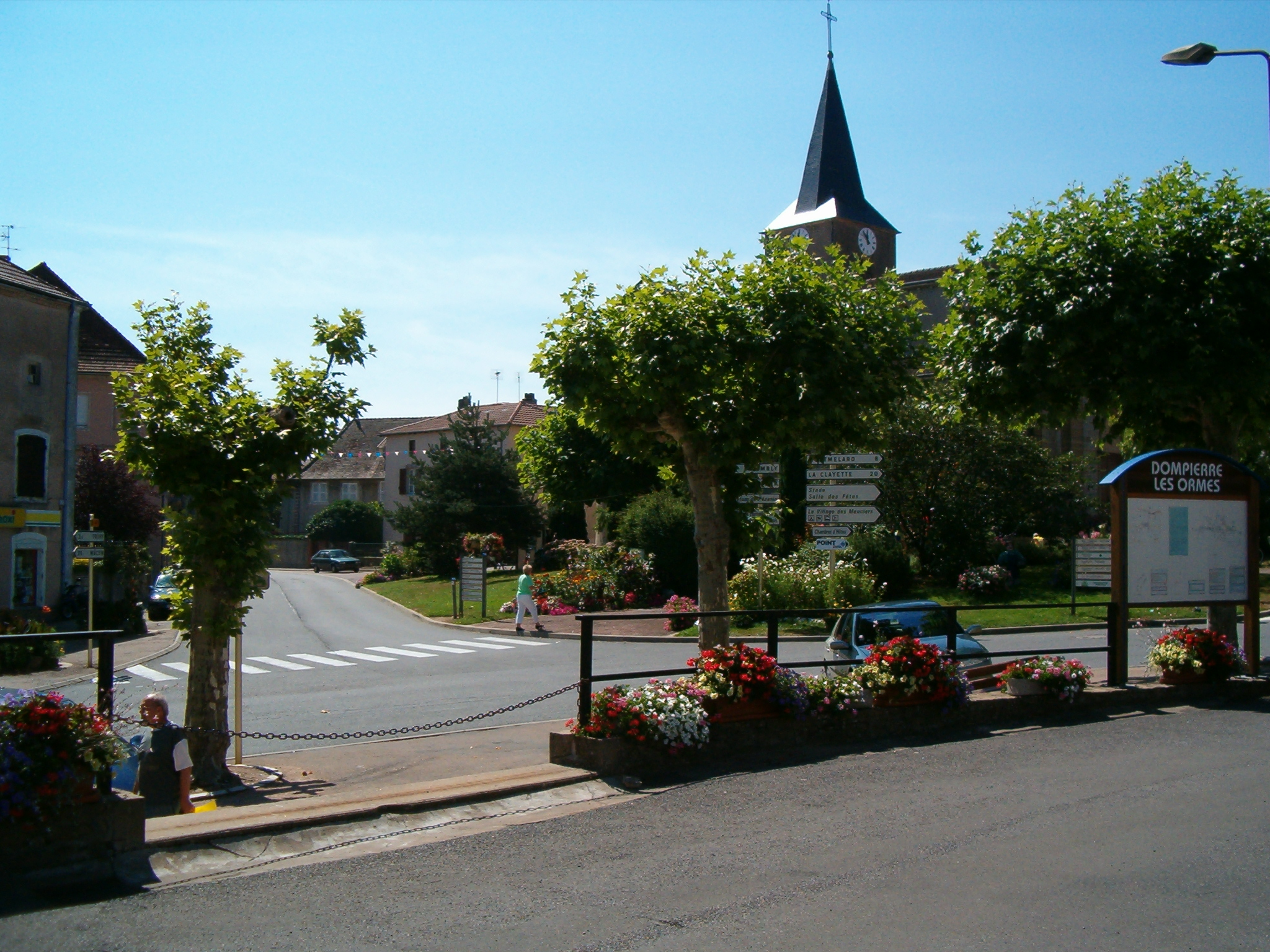
Giáo đường

Dompierre-les-Ormes là một xã ở tỉnh Saône-et-Loire, Pháp. Xã này có diện tích 30,23 km2, dân số năm 1999 là 792 người. 

## Địa điểm nổi bật
- Arboretum de Pézanin